# Estación Jeppener
Jeppener es una estación ferroviaria ubicada en la localidad de Jeppener, en el partido de Brandsen, Provincia de Buenos Aires, Argentina.

## Servicios
Es una estación intermedia de los servicios locales que se brindan entre Alejandro Korn y Chascomús de la Línea General Roca.
Sus vías e instalaciones están a cargo de la empresa estatal Trenes Argentinos Operaciones.

## Infraestructura
Mantiene su arquitectura original y sin cambios, a pesar de su antigüedad.